# Watermark (Film)
Watermark ist ein kanadischer Dokumentarfilm aus dem Jahr 2013. Regie führten Jennifer Baichwal und der kanadische Fotograf Edward Burtynsky. Der Film zeigt verschiedene Orte der Erde, die durch den Eingriff des Menschen in den Wasserkreislauf verändert wurden. Der Film feierte seine Weltpremiere auf dem Toronto Filmfestival 2013 und gewann dort den Rogers Best Canadian Film Award. Außerdem wurde der Film als Bester Dokumentarfilm bei den Canadian Screen Awards ausgezeichnet. Der deutsche Kinostart war am 15. Mai 2014.

## Inhalt
In 20 Geschichten, die in zehn verschiedenen Ländern rund um den Globus gefilmt wurden, erzählt Watermark von der Lebensnotwendigkeit und der Schönheit des Elements Wasser, welches die Grundlage jeden Lebens ist und seit jeher eine starke Anziehungskraft auf den Menschen hat. Die Dokumentation schlägt einen Erzählbogen vom größten Staudamm der Welt im chinesischen Xiluodu über das ausgetrocknete Flussdelta des einst mächtigen Colorado River und dem weltgrößten Surfwettbewerb U.S. Open of Surfing in Huntington Beach bis hin zum Kumbh-Mela-Fest in Allahabad (Indien), wo sich 30 Millionen gläubige Hindus bei einem gleichzeitigen rituellen Bad im Ganges reinwaschen.

## Auszeichnungen
Neben den genannten Auszeichnungen im Jahr 2013 beim Toronto International Film Festival und bei den Canadian Screen Awards erhielt der Film Nominierungen der Directors Guild of Canada (Allan King Award For Excellence in Documentary für Jennifer Baichwal) und des Vancouver Film Critics Circle (Best Canadian Film und Best Canadian Documentary).

## Rezeption
Die Zeit ist vom Dokumentarfilm „beeindruckt“, da die Aufnahmen „mit hochauflösenden Bildern, mit Ruhe und Distanz“ gezeigt werden, „obwohl die Kamera meist mittendrin ist“. Critic.de schreibt, dass der Film Watermark zu sehr auf „Quantität statt Qualität, Streiflichter statt intensiver Durchleuchtung“ setzt. Außerdem sei „kein übergreifendes Prinzip“ erkennbar. Trotzdem sei Edward Burtynskys „Engagement ehrenswert“.